# Chó Phú Quôc
Chó Phú Quôc är en hundras från Vietnam. Det är en lokal hundras på den isolerade ön Phu Quoc söder om det vietnamesiska fastlandet. Den är en primitiv pariahund som traditionellt använts som gårdshund. Den är känd för att livnära sig på olika smådjur som den jagar på egen hand. Den har ansetts vara närbesläktad med thai ridgeback dog men detta är omtvistat. Dess mest utmärkande drag är den mothårs växande hårkammen på ryggen (ridge efter engelskans ord för ås). Rasen är inte erkänd av den internationella hundorganisationen Fédération Cynologique Internationale (FCI), men 2009 erkändes den som en av fyra nationella hundraser av Vietnam Kennel Association (VKA) som är associerad medlem i FCI.